# Zölkow
Zölkow es un municipio situado en el distrito de Ludwigslust-Parchim, en el estado federado de Mecklemburgo-Pomerania Occidental (Alemania), a una altitud de 57 metros. Su población a finales de 2016 era de 790 habs. y su densidad poblacional, 20 hab/km².

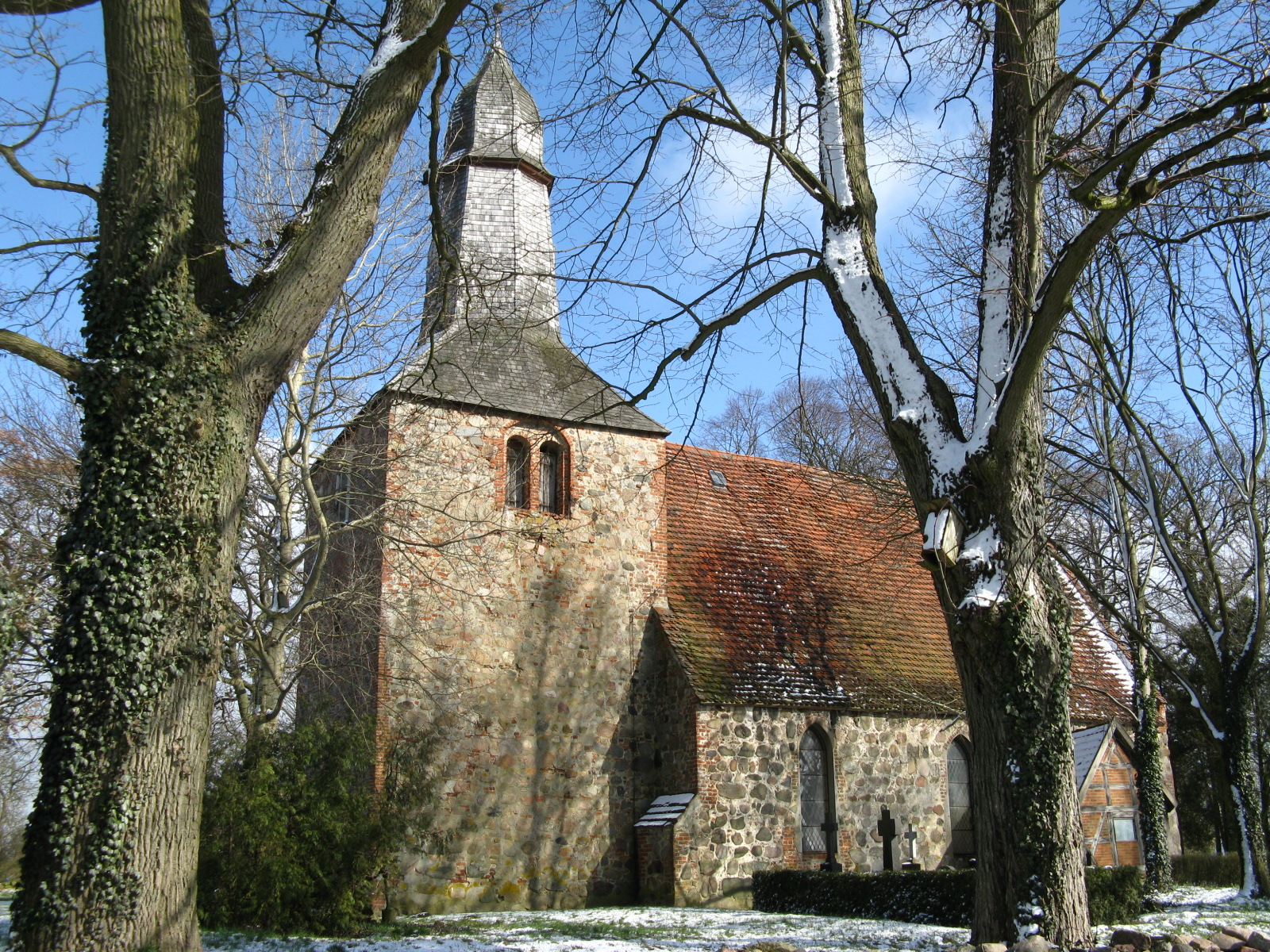
Iglesia de Zölkow